# 黃洛斐
黃洛斐，台灣社會運動人士、文史工作者，外省台灣人協會執行長。曾任台灣智庫研究專員、外省台灣人協會秘書長、台灣立報社策略研發總監、《四方報》總編輯。
2006年7月15日，吳乃德、紀萬生、張富忠、范雲、吳介民、黃長玲、吳叡人、李丁讚、林國明、徐斯儉、陳明祺、郭宏治、陶儀芬、黃洛斐與簡錫堦共同發起親綠學者715聲明〈民主政治和台灣認同的道德危機：我們對總統、執政黨和台灣公民的呼籲〉，呼籲中華民國總統陳水扁辭職下台。
2009年3月25日，黃洛斐評，民主進步黨〈族群多元國家一體決議文〉的主要推動者是陳水扁與游錫堃，卻也是後來使用排他性本土語言來爭取政治支持的主要人物；他們更進一步操控黨內選舉機制與對抗邏輯，影響所及是對十一寇等具溫和形象的黨內政治人物的獵殺與驅逐，並且成為民進黨在2008年選舉慘敗的原因之一。

## 著作
- 《烽火、離亂、老士官》（與譚端編撰）：甯文創2011年11月出版，ISBN 9789868754812